# Cyphostemma grahamii
Cyphostemma grahamii är en vinväxtart som beskrevs av B. Verdcourt. Cyphostemma grahamii ingår i släktet Cyphostemma och familjen vinväxter. Inga underarter finns listade i Catalogue of Life.